# Godefroi I de Lotharingia Inferioară
Godefroi I (d. 964, Roma) a fost conte de Hainaut de la 958 și margraf sauviceduce de Lotharingia din 959, când ducatul a fost divizat de către arhiepiscopul Bruno I de Köln, care s-a menținut duce până la moartea sa din 965.

## Viața
Godefroi era fiul lui Godefroi conte palatin de Lotharingia, conte de Palatinat cu Ermentruda. El făcea parte din a șasea generație descendentă din Carol cel Mare și se înrudea, prin sânge și alianțe matrimoniale, cu cele mai importante familii regale ale Europei. Tatăl său era fiul contelui Gerard de Metz și al Odei, văduvă a regelui carolingian de Lotharingia Zwentibold și soră a regelui Henric Păsărarul, rege al Germaniei din dinastia saxonă. Mătușa sa, Oda, era căsătorită cu Gothelo conte de Bidgau și Methingau, iar el era văr cu contele Godefroi I de Verdun, ai cărui copii vor deveni ulterior și ei duci de Lotharingia Inferioară. În 958, arhiepiscopul Bruno de Köln a pus capăt răscoalei contelui Reginar al III-lea de Hainaut, exilându-l. El a acordat comitatul de Hainaut lui Godefroi. Anul următor, Lorena a fost divizată, pentru a o face mai puțin vulnerabilă și mai ușor de apărat în fața adversarilor din interior și exterior. Porțiunea inferioară a trecut în mâinile lui Godefroi, în vreme ce Lorena Superioară a revenit lui Frederic conte de Bar. În 962, Godefroi a devenit conte de Jülich. El l-a însoțit pe împăratul Otto I cel Mare, cu care era văr, în Italia, pentru a lupta împotriva uzurpatorului Adalbert de Ivrea în 962 și a murit la Roma în urma unei epidemii în 964.
1. ↑  Medieval Lands, accesat în 3 februarie 2016